# إدارة الأصول المعرفية
إدارة الأصول المعرفية (بالإنجليزية: Knowledge Assets Management)‏ يعرف برس بأنها إدارة تملك نوع من المعرفة التي تملكها الشركة وهي تتكون من ثلاثة أجزاء:
1. المحتوى المعرفي
2. هيكل المعرفة والذي يمثل طريقة تنظيم لتلك المعرفة
3. منطقية المعرفة وهي العملية التي يتم من خلالها  استخدام المعرفة لاتخاذ قرار أو حل مشكلة